# Shut Up, I Never
Shut Up, I Never è un singolo del gruppo post-hardcore Black Eyes, pubblicato nel 2004. Il singolo è il risultato della combinazione dei due dischi pubblicati nel 2002: Some Boys/Shut Up, I Never e Have Been Murdered Again/Ranil Talk to the Tigers.

## Tracce
1. Some Boys
2. Shut Up, I Never
3. Have Been Murdered Again

## Formazione
- Daniel Martin-McCormick - voce, chitarra
- Jacob Long - basso
- Mike Kanin - batteria